# Robbie Coltrane
Pour les articles homonymes, voir Millan et Coltrane.
Anthony Robert McMillan, dit Robbie Coltrane, né le 30 mars 1950 à Rutherglen (Écosse) et mort le 14 octobre 2022 à Larbert (Écosse), est un acteur britannique.
Il est notamment connu pour les rôles de Rubeus Hagrid dans la série de films Harry Potter et de Valentin Zukovsky dans la franchise James Bond. Il est nommé en 2006 dans l'ordre de l'Empire britannique.

## Biographie

### Jeunesse
Après des études de peinture et de cinéma à la Glasgow School of Art, Robbie Coltrane réalise le documentaire Young mental health, lauréat du prix du Scottish Education Council en 1973.

### Carrière
Après une première apparition sur grand écran dans La Mort en direct de Bertrand Tavernier, Robbie Coltrane fait montre d'un véritable éclectisme en baladant son imposante silhouette entre tous les genres : le fantastique (Flash Gordon (1980), Krull (1983)), le film de guerre (Revolution (1985), le thriller (Mona Lisa (1986), From Hell (2001)), la comédie musicale (Absolute Beginners (1986)), le film historique (Henry V (1989)), la romance (Une bouteille à la mer (1999)) sont ainsi visités.
À la télévision, il incarne durant trois saisons le psychologue Eddie Fitzgerald, héros de la série policière britannique à succès Cracker (1993-1996). Ce rôle lui permet de gagner trois British Academy Television Award du meilleur acteur.
Robbie Coltrane se distingue par ailleurs en travaillant pour le compte de sagas cinématographiques à succès. Il apparaît ainsi aux génériques de deux volets des aventures cinématographiques de James Bond, GoldenEye (1995) et Le monde ne suffit pas (1999). Il incarne ensuite le demi-géant Rubeus Hagrid dans Harry Potter à l'école des sorciers et ses suites, Harry Potter et la Chambre des secrets (2002), Harry Potter et le Prisonnier d'Azkaban (2003), Harry Potter et la Coupe de feu (2005), Harry Potter et l'Ordre du Phénix (2007), Harry Potter et le Prince de sang-mêlé (2009) et Harry Potter et les Reliques de la Mort Partie 1 et 2 (2010, 2011). L'acteur mesure en réalité 1,86 mètre, bien loin des 2,59 mètres de Hagrid. Des effets de caméra, des doublures (entre autres le rugbyman Martin Bayfield, mesurant 2,08 m) et certains trucages cinématographiques permettent de lui donner cette taille.
Son dernier rôle est celui du cinéaste Orson Welles qu'il joue en 2019 et 2020 dans deux épisodes de la série comique Urban Myths (en).
Le 1er janvier 2022, il participe à l'émission d'HBO Max, Harry Potter : Retour à Poudlard, qui célèbre les vingt ans de la franchise.

### Mort
Dans les dernières années de sa vie, Robbie Coltrane souffre d'arthrose, ce qui le contraint à utiliser un fauteuil roulant, en attendant une opération du genou qui a lieu en 2020,.
Il meurt le 14 octobre 2022 à l'âge de 72 ans à l'hôpital Forth Valley Royal (en) de Larbert (council de Falkirk),. L'information de son décès est donnée par son agente, Belinda Wright, qui précise que sa famille n'a pas communiqué les causes de sa mort et que Robbie Coltrane ne se portait pas bien « depuis un certain temps ».
Le corps de l'acteur est incinéré dans l'intimité, et ses cendres sont dispersées au Washington Square Park.

## Filmographie
- 1980 : La Mort en direct de Bertrand Tavernier : le chauffeur de limousine
- 1980 : Flash Gordon de Mike Hodges : l'homme à l'aérodrome
- 1981 : Subway Riders d'Amos Poe : Fritz Langley
- 1982 : Britannia Hospital de Lindsay Anderson : Picketeur
- 1982 : Scrubbers de Mai Zetterling
- 1983 : Ghost Dance de Ken McMullen : George
- 1983 : Krull de Peter Yates : Rhun
- 1984 : Chinese Boxes de Chris Petit : Harwood
- 1985 : Bonjour les vacances 2 (European Vacation) d'Amy Heckerling : l'homme dans la salle de bain
- 1985 : Defence of the Realm de David Drury : Leo McAskey
- 1985 : The Supergrass de Peter Richardson : le sergent Troy
- 1985 : Révolution de Hugh Hudson : le bourgeois de New York
- 1985 : Caravaggio de Derek Jarman : Scipione Borghese
- 1986 : Absolute Beginners de Julien Temple : Mario
- 1986 : Mona Lisa de Neil Jordan : Thomas
- 1987 : Eat the Rich de Peter Richardson : Jeremy
- 1988 : The Fruit Machine de Philip Saville : Annabelle
- 1988 : Blackadder's Christmas Carol (Le fantôme de Noël) : l'esprit de Noël
- 1989 : Danny, le champion du monde (téléfilm) de Gavin Millar : Victor Hazell
- 1989 : Bert Rigby, You're a Fool de Carl Reiner : Sid Trample
- 1989 : Deux Dollars sur un tocard (Let It Ride) de Joe Pytka : le vendeur de tickets
- 1989 : Slipstream : Le Souffle du futur (Slipstream) de Steven Lisberger : Montclaire
- 1989 : Henry V de Kenneth Branagh : Sir John Falstaff
- 1990 : Perfectly Normal d'Yves Simoneau : Alonzo Turner
- 1990 : Mettons les voiles (Nuns on the Run) de Jonathan Lynn : Charlie McManus
- 1991 : The Pope Must Die de Peter Richardson : The Pope
- 1991 : Triple Bogey on a Par Five Hole d'Amos Poe : Steffano Baccardi
- 1992 : Oh, What a Night d'Eric Till : Todd
- 1993 : Les Aventures de Huckleberry Finn (The Adventures of Huck Finn) de Stephen Sommers : The Duke
- 1995 : GoldenEye de Martin Campbell : Valentin Dmitrovich Zukovsky
- 1997 : Mon copain Buddy (Buddy) de Caroline Thompson : Dr. Lintz
- 1998 : Frogs for Snakes d'Amos Poe : Al Santana
- 1998 : Montana de Jennifer Leitzes : The Boss
- 1999 : Une bouteille à la mer (Message in a Bottle) de Luis Mandoki : Charlie Toschi
- 1999 : Le monde ne suffit pas (The World Is Not Enough) de Michael Apted : Valentin Dmitrovich Zukovsky
- 1999 : Alice au pays des merveilles (Alice in Wonderland) de Nick Willis (téléfilm) : Ned Tweedledum
- 2001 : From Hell d'Allen Hughes : le sergent Peter Godley
- 2001 : On the Nose de David Caffrey : Delaney
- 2001 : Harry Potter à l'école des sorciers (Harry Potter and the Sorcerer's Stone) de Chris Columbus : Rubeus Hagrid
- 2002 : Harry Potter et la Chambre des secrets (Harry Potter and the Chamber of Secrets) de Chris Columbus : Rubeus Hagrid
- 2004 : Van Helsing de Stephen Sommers : M. Hyde (voix)
- 2004 : Harry Potter et le Prisonnier d'Azkaban (Harry Potter and the Prisoner of Azkaban) d'Alfonso Cuarón : Rubeus Hagrid
- 2004 : Ocean's Twelve de Steven Soderbergh : Matsui
- 2005 : Harry Potter et la Coupe de feu (Harry Potter and the Goblet of Fire) de Mike Newell : Rubeus Hagrid
- 2006 : Alex Rider : Stormbreaker de Geoffrey Sax : le Premier ministre
- 2006 : Provoked de Jag Mundhra : Lord Edward Foster
- 2007 : Harry Potter et l'Ordre du Phénix (Harry Potter and the Order of the Phoenix) de David Yates : Rubeus Hagrid
- 2008 : Une arnaque presque parfaite (The Brothers Bloom) de Rian Johnson : Maximillen Melvile
- 2008 : La Légende de Despereaux (The Tale of Despereaux) de  Sam Fell et Rob Stevenhagen : Gregory (voix)
- 2009 : Harry Potter et le Prince de sang-mêlé (Harry Potter and the Half-Blood Prince) de David Yates : Rubeus Hagrid
- 2009 : Gooby, poil de monstre de Wilson Coneybeare : Gooby (voix)
- 2010 : Harry Potter et les Reliques de la Mort: Première Partie (Harry Potter and the Deathly Hallows: Part 1) de David Yates : Rubeus Hagrid
- 2010 : Harry Potter and the Forbidden Journey de Thierry Coup : Rubeus Hagrid (court-métrage)
- 2011 : Harry Potter et les Reliques de la Mort: Deuxième Partie (Harry Potter and the Deathly Hallows: Part 2) de David Yates : Rubeus Hagrid
- 2012 : Rebelle de Mark Andrews : le seigneur Dingwall (voix)
- 2012 : De grandes espérances (Great Expectations) de Mike Newell : M. Jaggers
- 2013 : Effie Gray de Richard Laxton : le médecin
- 2016 : Monstre sacré (National Treasure) : Paul (mini-série)
- 2019-2020 : Urban Myths (série télévisée) : Orson Welles

## Distinctions

### Récompenses
- British Academy Television Awards 1994 : Meilleur acteur dans une série télévisée dramatique pour Cracker (1993-1996).
- Broadcasting Press Guild Awards 1994 : Broadcasting Press Guild Awards du meilleur acteur dans une série télévisée dramatique pour Cracker (1993-1996).
- British Academy Television Awards 1995 : Meilleur acteur dans une série télévisée dramatique pour Cracker (1993-1996).
- British Academy Television Awards 1996 : Meilleur acteur dans une série télévisée dramatique pour Cracker (1993-1996).
- 1996 : CableACE Awards du meilleur acteur dans une série télévisée dramatique pour Cracker (1993-1996).
- BAFTA Scotland 2011 : BAFTA Awards, Scotland pour une réalisation exceptions.

### Nominations
- British Academy Television Awards 1987 : Meilleur acteur dans un second rôle pour Tutti frutti (1987)
- 1995 : CableACE Awards du meilleur acteur dans une série télévisée dramatique pour Cracker (1993-1996).
- 55e cérémonie des British Academy Film Awards 2002 : Meilleur acteur dans un second rôle dans un drame d'aventure pour Harry Potter à l'école des sorciers (2001) pour le rôle de Rubeus Hagrid.
- 28e cérémonie des Saturn Awards 2002 : Meilleur acteur dans un second rôle dans un drame d'aventure pour Harry Potter à l'école des sorciers (2001) pour le rôle de Rubeus Hagrid.

## Voix francophones
En version française, plusieurs comédiens doublent Robbie Coltrane. Dans les années 1980 et 1990, il est doublé à deux reprises par Alexandre Benguerski dans GoldenEye et Le monde ne suffit pas, ainsi que Jacques Frantz dans Mona Lisa et Mettons les voiles, puis à titre exceptionnel par Hervé Jolly dans Slipstream : Le Souffle du futur, Étienne Bierry dans Henry V, Michel Vocoret dans Cracker, Benoît Allemane dans Les Aventures de Huckleberry Finn et Patrick Préjean dans Alice au pays des merveilles.
Dans la série de films Harry Potter, si Patrick Messe le double dans les cinq premiers films, il est remplacé par Achille Orsoni dans le reste de la saga. Messe le double également dans Ocean's Twelve, la mini-série Monstre sacré (en) et revient pour Harry Potter : Retour à Poudlard. Parmi ses autres voix, Vincent Grass le double dans Une arnaque presque parfaite et Effie Gray, tandis qu'il est doublé à titre exceptionnel par Sylvain Lemarié dans From Hell, Claude Brosset dans Van Helsing et Thierry Murzeau dans Alex Rider : Stormbreaker.
En version québécoise, Robbie Coltrane est notamment doublé par Guy Nadon dans la franchise Harry Potter, Le Retour de Danny Ocean et Les Frères Bloom, ainsi que par Hubert Gagnon dans Oh, quelle nuit et Buddy. Il est également doublé par Jean-Louis Millette dans Parfaitement normal, Vincent Davy dans Les Aventures de Huck Finn et Jacques Lavallée dans Une bouteille à la mer.